# 隆文 (嘉慶進士)
隆文（？—1841年），字存質，号雲章，伊尔根觉罗氏，满洲正红旗人。

## 生平
嘉庆甲子举人，戊辰进士。后官翰林院庶吉士，散馆改刑部主事。坐事罢职，捐复，授翰林院侍讲。累擢内阁学士。道光中，充驻藏大臣。历吏部、户部侍郎、左都御史、刑部、兵部尚书，军机大臣。屡奉使出谳狱。第一次鸦片战争时期，与奕山督师广东抗英，意不相合，甫至，病，忧愤而卒，谥端毅。

## 家庭
- 堂弟龍雲，道光丙戌进士、隆濬，道光壬辰进士。